# Panhusen
Panhusen, mort le 2 juillet 1798 à Alexandrie, est un orientaliste français. Il fait partie de l'expédition d'Égypte en tant qu'interprète militaire et devient secrétaire-interprète de Kléber.
Villiers du Terrage dit que Panhusen a été surpris isolément et tué par les Arabes.